# Токод
Токод (мађ. Tokod, лат. Gardellaca и Cardabiaca) је веће насеље у Мађарској. Токод је веће насеље у оквиру жупаније Комаром-Естергом.

## Географија

### Локација
Токод је насеље у жупанији Комаром-Естергом, испод источних огранака планинског ланца Герече, јужно од Тата и западно од Дорога. Оближња већа насеља су Њергешујфалу 12,5 километара северозападно и Естергом 8,5 километара североисточно.
До насеља се стиже јавним путем на магистралном путу 10, од којег се одвајају путеви 1118 и 1119 воде до његовог центра, а пут 1121 који повезује путеве 1106 и 1119 пролази дуж насеља Ебсенибања. До насеља се може доћи возом на железничкој линији Естергом–Алмашфизите, која на прузи има и своју железничку станицу (железничку станицу Токод).

## Историја
Околина Токода је насељена од давнина. На њеној територији пронађени су артефакти из бронзаног доба, римског периода и периода досељавања Мађара на ове просторе.
Овде је пронађено на поршини од 120×140 метара, пречника зида од 1,5 метара, 11 округлих кула из касноримског периода. Каструм, је имао китњасту капију и купатило. Овде су пронађени и остаци керамичких пећи, пећи за топљење стакла и метала, који доказују да су Римљани познавали и користили локални угаљ, па чак и имали монтажне грађевинске елементе.
Хронологија:
Насеље се први пут у документима помиње 1181. године, када су описане и његове границе. У то време био је власништво монаха Естергом-Сенткираља.
Доласком Татара насеље је потпуно опустошено и остало без становника. 
У 15. веку овде су поседе стекли и крсташи из Естергома. 
Године 1543. Турци су га заузели и поново га опустошили. Отприлике у то време, село је припадало „жупанији Пилиш” и постало је власништво надбискупије Естергом, која је овде подигла цркву.
Једна од победа над Турцима извојевана је између Токода и Тата. Токод је поново разорен током турских ослободилачких борби.
Почетком 18. века овде је имање имала и Естергомска богословија.
У време владавине краља Јозефа( 1784–1788), насеље је било у власништву Богословије. Тада је овде живело 706 становника, а у селу је било 120 стамбених зграда.
Већи развој Токода подстицао је угаљ који се овде налази и индустријализација заснована на богатству угља. Вађење угља у насељу и околини почиње да цвета у првој половини 19. века. Осим угља, кречњак се копао и на стеновитим странама Герече.
Због изградње пруге, на кварцном песку пронађеном у околини из 1892. године изграђена је фабрика стакла. За будуће раднике фабрика (Токод-Увегђар) изграђено је стамбено насеље
Године 1992. Токодалтаро се одвојио од Токолда.

## Становништво
Током пописа из 2011. године, 85,4% становника се изјаснило као Мађари, 1% као Роми, 1,1% као Немци и 0,2% као Румуни (14,5% се није изјаснило). 
Верска дистрибуција је била следећа: римокатолици 42%, реформисани 4,7%, лутерани 0,4%, гркокатолици 0,2%, неденоминациони 18,8% (32,9% се није изјаснило).